# Tu écriras mon nom sur les eaux
 (mars 2020).
Si vous disposez d'ouvrages ou d'articles de référence ou si vous connaissez des sites web de qualité traitant du thème abordé ici, merci de compléter l'article en donnant les références utiles à sa vérifiabilité et en les liant à la section « Notes et références ».
Tu écriras mon nom sur les eaux est un roman suisse, en langue française, de Jean-François Haas, publié par les Éditions du Seuil, en 2019.

## Trame narrative
Cette traversée du XXe siècle est à la fois une saga familiale (partiellement double), un roman de formation multiple, et une réflexion sur la nature humaine.
Tobie, sans descendance directe, a survécu à beaucoup d'horreurs, a surtout pu communiquer longuement avec deux individus de la quatrième génération, Ella (1949-) et Jonas (1980-). Jonas, narrateur principal (Je t'imagine, tu...), recompose l'histoire de son ancêtre à partir de leurs entretiens, et des correspondances. La dernière ligne du texte donne des coordonnées : Courtaman (canton de Fribourg, Suisse), 17 mars 2016-23 août 2017.
Tobie commence en orphelinat, en est retiré par un beau-père désagréable, qui finit, avec l'accord de l'instituteur, par le placer comme apprenti cordonnier chez un cousin à Fribourg, quitte à revenir parfois. Après trop de coups, de menaces, de discriminations, et la mort de son petit frère mongolien Lin, Tobie quitte famille et apprentissage, en 1912, vers l'Amérique, par la vallée du Rhin, et s'arrête à Cologne, tourmenté par son pauvre passé. 
Isaac, ravagé par la mort des siens à Odessa en 1905, se replie à Vitebsk, où ses vies s'entrecroisent : rabbin allumé, violoniste, Marc Chagall, père éperdu de douleur. Le voyage se poursuit jusqu'à Cologne. Les deux exclus se rencontrent et vivent de leurs talents d'artisans (couturier, cordonnier) pendant presque deux ans, de quoi payer le voyage américain, le test d'Ellis Island (p. 149).
Pendant sept ans, Isaac et Tobie cherchent du travail, recherchent Tobias, font un essai de figuration au cinéma, et travaillent, quand ils le peuvent.
Leur installation définitive à Nileford, dans leur double entreprise, prospère et sociale, ne règle rien aux violences du monde. Tobie, qui a toujours correspondu avec sa famille en Suisse, une fois marié à Ellen, se rend avec elle en Europe lui faire partager ce qui reste de son passé. 
Daniel est le premier et le seul à le rejoindre en 1938, à l'époque où les Juifs de Roumanie sont privés de leur nationalité (25 janvier 1938). Il apprend  le métier de cordonnier, de représentant, d'organisateur.

## Contexte
Les deux émigrants sont conscients d'avoir fui les violences du monde : massacres au Congo belge (État indépendant du Congo), massacre des Héréros et des Namas, révolution russe de 1905, génocide arménien. Ils souffrent de celles qui vont suivre : première Guerre mondiale, massacre de Nankin, seconde Guerre mondiale, déportations (Juifs, Tziganes, homosexuels). Charles, Daniel, puis Daniel junior sont aussi des victimes des grands conflits. Tous, volontaires et réfractaires, hommes et femmes, sont victimes et/ou rescapés de chaque grande boucherie humaine. 
L'isolationnisme aux États-Unis, le comité America First, l'attaque de Pearl Harbor, la Grande Dépression sont aussi des réalités américaines. Tobias, revendicatif, suspect, a été éliminé lors d'un accident de chantier, et une partie du rêve américain s'effondre : Les fils de Jacob sont partis en Égypte à cause de la famine. (Isaac, (p. 238), Des riches trop riches, des pauvres trop pauvres, des relations de force entre eux (Tobie, (p. 238). Les Raisins de la colère ne sont pas loin : Tu veux combattre l'ouragan (p. 313) ?
Quand Benson leur propose d'ouvrir une double entreprise à Nileford, les deux travailleurs-entrepreneurs acceptent.
Isaac, devenu apôtre de l'humanité (p. 240), rêve de fraternité et travaille pour les civils, de manière égalitaire : hommes/femmes, blancs/noirs, avec mêmes salaires et mêmes conditions de travail. La mort du prometteur Richard, à son mariage, d'une piqure de guêpe, provoque un déchaînement raciste suprémaciste blanc, mené par Augustus : Isaac pendu, à un arbre, de nuit. 
Tobie, plus pragmatique, travaille aussi pour les militaires étrangers (Guanaconda, dont un certain Augusto Videla, Guarana, San José). À l'occasion d'un déplacement en Amérique du Sud, en 1951, Daniel rencontre Marcel, ancien croisé catholique de la guerre d'Espagne, nazi exfiltré (August Hirt, Alois Hudal, Ahnenerbe, Beger, Fleischhacker...), à qui il annonce qu'Ellen a décidé de ne plus fournir aucune armée.
Parmi les autres références socio-politiques : Pavel Morozov, Herbert Norkus (Le Jeune Hitlérien Quex), Lettre à Mickey Mouse (p. 371), Rosa Parks, le grand cortège de carnaval des dirigeants coupables de meurtres (p. 357), Khomeiny, les insultes racistes à Christiane Taubira (p. 302) et à Ellen (sale enjuivée et négrifiée (p. 302)).

## Personnages
- Tobie Ruau (1895-2003 ?), enfant suisse d'un hameau (L'Essert-d'en-Haut) d'un village du canton de Fribourg (Suisse), au bord d'un ruisseau dans la vallée de la Sarine, placé en orphelinat par disparition du père, sorti par son parâtre Edouard, personnage principal,
- Tobias X, renommé Ruau, père de Tobie, disparu après avoir bousculé (à mort) un autre jeune homme qui importunait, peut-être, au bal de la Bénichon[1] 1894, la grande fête villageoise, la jeune femme enceinte de lui (sans que lui le sache),
- Lucie Ruau, mère de Tobie (1895), puis avec Edouard, de Lin (1900), Félix (1902), Marie (1907), avec quelques fausses couches,
- Edouard Y, père de Charles (1894) et Alice (1895), veuf à l'accouchement d'Alice, puis avec Lucie de Lin, Félix et Marie, parâtre, religieux, sévère, peu humain,
- Isaac Milstein (puis Milstone), jeune homme juif russe (1885-1928), marié à Deborah, père de Noah, tués à Odessa, sur l'escalier Richelieu, le 29 juin 1905, lors des émeutes qui ont accompagné la mutinerie du cuirassé Potemkine, comme les a présentées Eisenstein dans Le Cuirassé Potemkine,
- Charles (1894-1918), demi-frère de Tobie, épouse en 1917 Madeleine (-1953), père de Daniel,
  - Madeleine (1895?-1953), internée à la suite du retour de Daniel traumatisé de sa guerre en Espagne,
- Alice (1895-), demi-sœur de Tobie, aimée de Tobie, mariée à Z, institutrice, mère de Pierre,
- Lin (1900-1912), frère de Tobie, atteint de mongolisme, glinglin, brimé, fratermitié avec Tobie, positif, mort jeune,
- Félix (1902-?), demi-frère de Tobie, du côté d'Edouard, fermier, muet en présence de Tobie,
- Marie (1907-), demi-sœur de Tobie, mère de W phythothérapeute, arrière-grand-mère de Jonas,
- Daniel, sensible, sizenier proto-nazi, volontaire légionnaire fasciste, jeune croisé catholique dans la guerre d'Espagne, parti rejoindre Tobie à Nileford,
  - Ilse, son épouse (1948), mère de
  - Ella (1949-),
  - Daniel junior (1952-),
- Jonas (1980-), arrière-petit-fils de Marie, narrateur principal,
- Cologne (1912) : Moritz Mühlstein le Vieux, père de Moritz le Jeune, grand-père de Guillaume,
- Shale City (Colorado, 1914) : Johnny (Dalton Trumbo),
- San Francisco (1914) : Kari (alias Peter, de la colonie en Idaho), Noldi, les frères Kaltbach,
- Los Angeles (1916) : Jesus Mick Mc Cann,
- Nileford (1921-) : 
  - Benson (représentant, commercial),
  - Jordan, ouvrier couturier noir, père de Tobias-Isaac (1926-1944, T-I) et Elijah, avocat anti-ségrégation,
  - Augustus Bannside, entrepreneur, professeur de pêche de Tobie, et irresponsable suprémaciste, et ses fils, dont un héros de Corée vite interné,
  - Dick Z, le maire, et son fils Richard junior,
- Bateau (1938) : Daniel rencontre la famille Bienenkind, dont Nathan et Tsidonia,
- et beaucoup d'autres personnages.

## Éditions
- Tu écriras mon nom sur les eaux Éditions du Seuil, 2019, 478 pages  (ISBN 978-2-02-139-003-2)

## Langue
Le texte compte quelques régionalismes, helvétismes : il nous faut outre, outre, plus outre... (p. 277), pour ça faire, par cette cramine (p. 343), l'année de tes huitante ans (p. 450)...
Le suisse allemand, autre langue de Tobie, lui est un facteur d'intégration en Allemagne rhénane, puis aux États-Unis.
Isaac, anglophone, enseigne l'anglais à Tobie, et lui facilite la vie au début de leur vie américaine. Il parle également yiddish, ce qui l'aide parfois.

## Titre
L'idée serait celle de Tim. Le ruisseau du village donne dans la Sarine, qui se jette dans l'Aar, qui se jette dans le Rhin, qui se jette dans la mer : J'écris mon nom... Et mon nom ira jusqu'en Amérique, ce qu'Isaac corrige en Et si on écrivait "Frère" sur les eaux, [...] peut-être qu'à la fin les eaux s'ouvriraient (p. 149). Et, en 2003, pour Tobie, Le plus important, c'est d'écrire "Frères" (p. 468).